# Звеничевское городище
Звеничевское городище — археологический памятник (VI-IV вв. до н. э.). Находится в 2,3 км от восточной окраины села Звеничева Репкинского района Черниговской области в урочище Южный Замглай.
Открыто городище было в 1976 году. Площадка городища имеет близкую к квадрату форму. Окружённый валом (ширина — 10-15 метров, высота — 1,5 метра). В культурном слое (толщина — 0,2-0,4 метра), который находится под слоем торфа, встречаются фрагменты лепной керамики, уголь, кости животных. Это типичное болотное городище милоградской культуры (V-III вв. до н. э.).
Находки хранятся в фондах Черниговского областного исторического музея.